# Àndrocle
|  | No s'ha de confondre amb Àndrocles. |

Àndrocle (grec: Ἀνδροκλῆς) és el protagonista d'una faula de l'antiga Roma segons la qual va ser un esclau d'un cònsol romà que establí una relació de lleialtat amb un lleó que li valgué la seva compassió.
La història és coneguda gràcies a Aulus Gel·li, qui esmenta com a font Apió Plistonices, que afirmava haver-ne estat testimoni. Està inclosa a la classificació Aarne-Thompson com a tipus 156. El relat va reaparèixer a l'edat mitjana com a El pastor i el lleó, atribuint-lo en aquella època, erròniament, a Isop (en els reculls de faules del qual és inclòs sovint).

## El conte clàssic
La font més antiga en què apareix aquest relat és al llibre cinquè de Les Nits Àtiques d'Aulus Gel·li (segle ii dC).
Segons la història, Àndrocle s'havia escapat del seu amo a l'Àfrica (actual Tunísia) i s'havia refugiat a una cova. Al cap d'un temps, hi va entrar un lleó ferit; Àndrocle va observar que tenia una punxa clavada a la pota i que no la podia fer servir. La hi va arrancar i així el va curar. El lleó va agrair a l'esclau la cura i no el va atacar. Durant un temps, tots dos van viure junts a la cova: el lleó portava menjar al seu benefactor i reclinava amorosament el cap a la falda. Però, cansat de la vida salvatge, un dia l'esclau se'n va anar i fou capturat i portat a Roma, on és condemnat com a fugitiu al circ per enfrontar-se a les feres. L'emperador assisteix a l'espectacle i, quan el lleó famolenc s'hi abraona, el lleó el reconeix i comença a llepar-lo afectuosament i dòcil. Després de relatar els fets a l'emperador, l'esclau és perdonat i alliberat amb el lleó.